# Crypturellus variegatus
Crypturellus variegatus là một loài chim trong họ Tinamidae.